# Мосесов, Ян Юрьевич
Ян Юрьевич Мосесов (бел. Ян Юр’евіч Масесаў; род. 31 марта 2000, Витебск) — белорусский футболист, выступавший на позиции полузащитника.

## Клубная карьера
Начал заниматься футболом с 6 лет в СДЮШОР футбольного клуба «Витебск». В возрасте 14 лет перебрался в минское Республиканское государственное училище олимпийского резерва (РГУОР), где стал выступать на юношеском уровне за команду Академии АБФФ.
После окончания учебы в РГУОР в июле 2017 года вернулся в «Витебск», где стал выступать за дубль. Вскоре стал также привлекаться и к основной команде. 16 марта 2019 года дебютировал, выйдя на замену в конце матча Кубка Беларуси с гомельским «Локомотивом» (2:1), а 14 апреля впервые сыграл в Высшей лиге, когда в конце встречи вышел на поле против минского «Торпедо» (1:1). В чемпионате 2024 года сыграл 22 матча, отдав одну результативную передачу. По окончании сезона продлил контракт с «Витебском». В августе 2025 года покинул «Витебск», также завершив профессиональную карьеру.

## Статистика
| Сезон | Дивизион | Клуб    | Страна        | Матчи | Голы |
| ----- | -------- | ------- | ------------- | ----- | ---- |
| 2017  | дубль    | Витебск | Флаг Беларуси | 15    | 2    |
| 2018  | дубль    | Витебск | Флаг Беларуси | 29    | 3    |
| 2019  | Д1       | Витебск | Флаг Беларуси | 3     | 0    |
| 2020  | дубль    | Витебск | Флаг Беларуси | 21    | 1    |